# 인텔 MCS-96

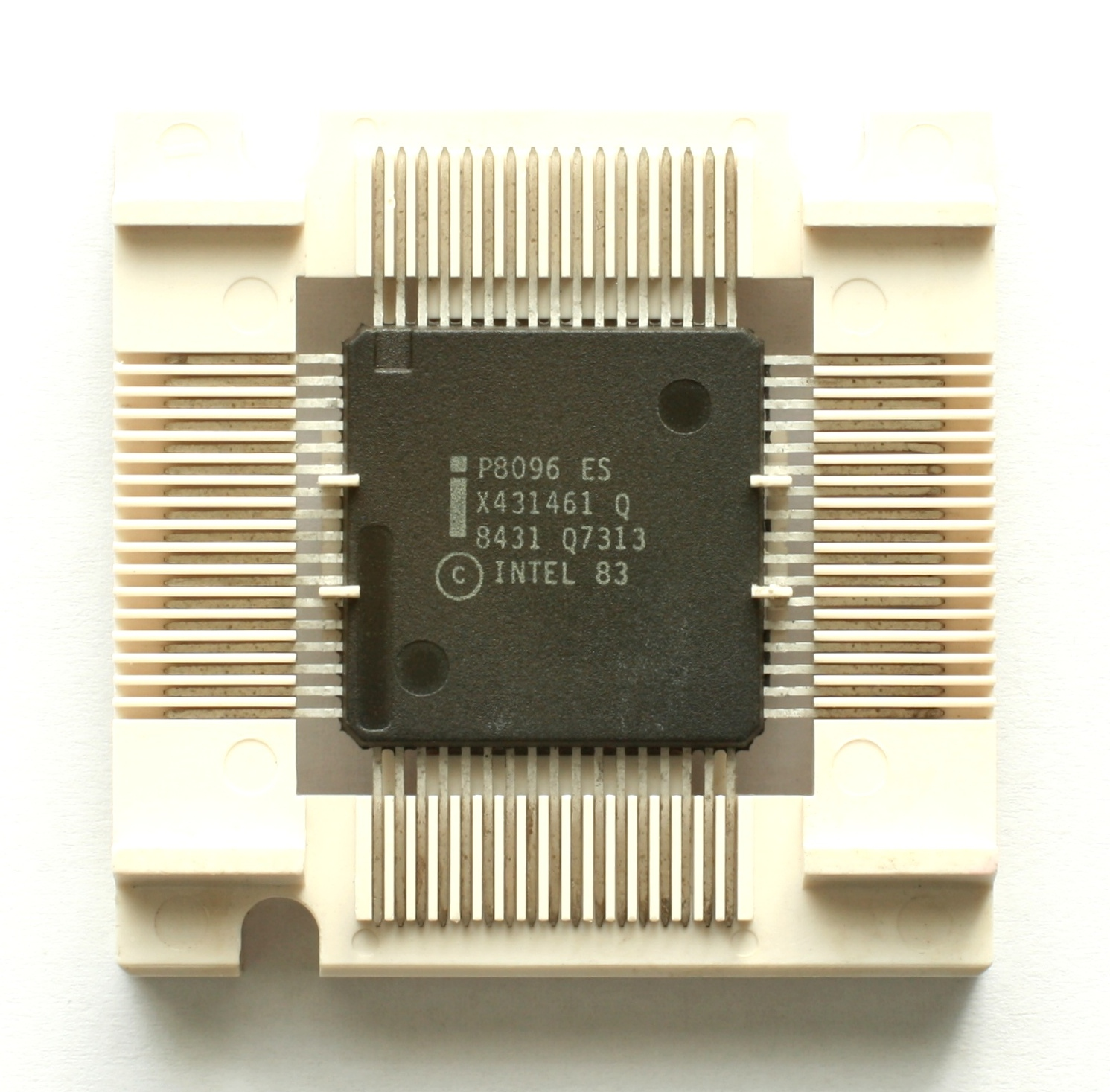
인텔 P8096

인텔 MCS-96은 임베디드 시스템에서 흔히 사용되는 마이크로컨트롤러(MCU) 제품군이다. 이 제품군은 흔히 8xC196 제품군 또는 80196(제품군 내에서 가장 인기 있는 MCU)으로 불린다. 이 MCU는 주로 하드 디스크 드라이브, 모뎀, 프린터, 패턴 인식 및 모터 제어에 사용된다. 2007년에 인텔은 MCS-96 마이크로컨트롤러 제품군 전체의 단종을 발표했다. 인텔은 "이 부품에 대한 직접적인 대체품은 없으며 재설계가 필요할 가능성이 높다"고 언급했다.

## 역사

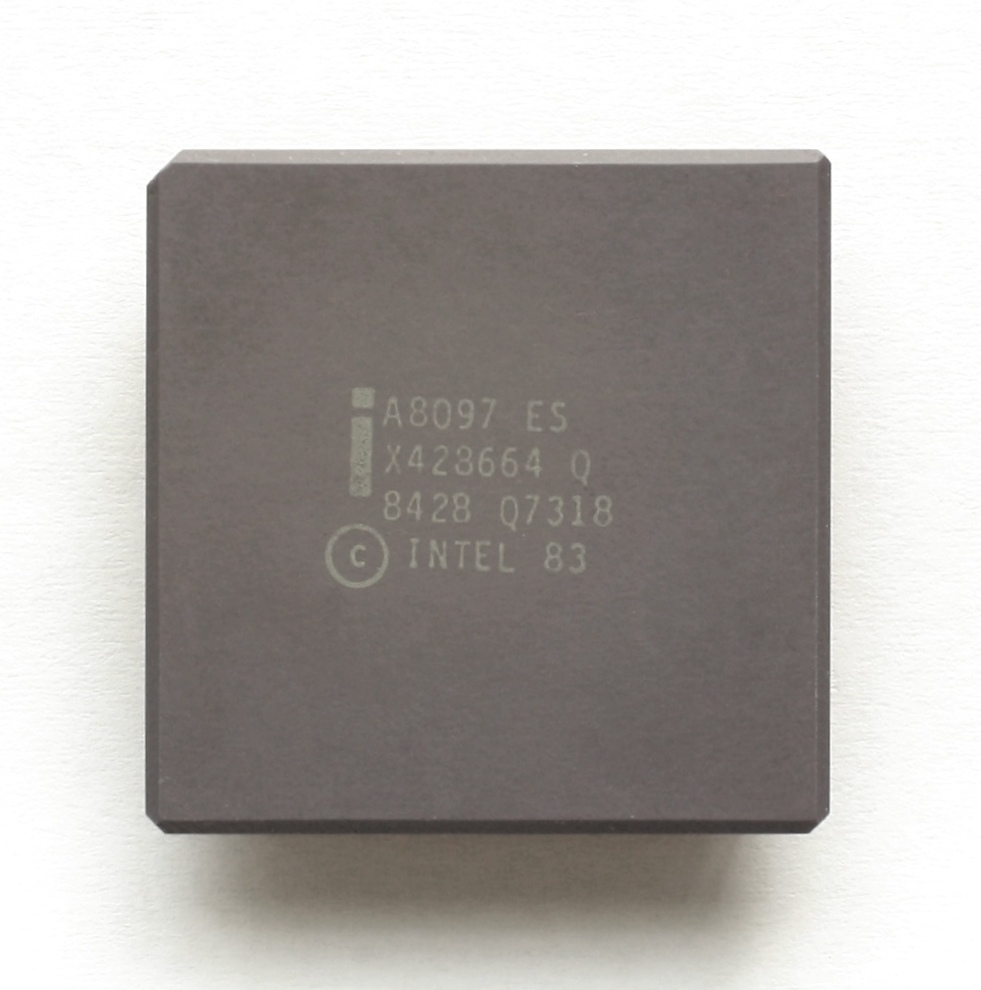
인텔 A8097 CPGA

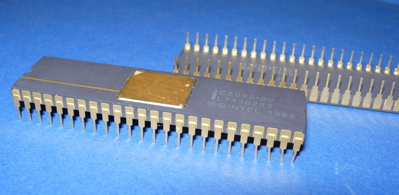
세라믹 DIP-48 패키지의 인텔 C8095

MCS-96 제품군은 포드 EEC-IV 엔진 컨트롤러 제품군의 첫 번째 프로세서인 인텔 8061의 상업적 파생으로 시작되었다. 8061과 8096의 차이점으로는 메모리 인터페이스 버스가 있는데, 8061의 M-버스(M-Bus)는 메모리 장치에 트래킹 프로그램 카운터가 필요한 '버스트 모드' 버스이다. 또한 두 부품의 I/O 주변 장치에도 상당한 차이가 있었다. 8061은 8개의 HSI(펄스 측정) 입력, HSI 핀과 완전히 분리된 10개의 HSO(펄스 생성) 출력, 그리고 8096보다 더 많은 채널을 가진 비샘플링 10비트 ADC를 가지고 있었다. EEC-IV와 8096의 많은 차이점은 I/O 핀 수를 줄이기 위해 핀을 공유하고 더 전통적인 메모리 인터페이스 버스에 핀을 사용하려는 노력에서 비롯되었다. 8096에는 8061에 없었던 온칩 프로그램 메모리도 있었다.
포드는 1982년에 콜로라도 스프링스에 포드 마이크로일렉트로닉스(Ford Microelectronics) 시설을 설립하여 EEC-IV 제품군을 보급하고, 자동차에 사용될 다른 맞춤형 회로를 개발하며, 비소화 갈륨 집적 회로 시장을 탐구했다. 이 제품군에는 1메가바이트의 메모리를 주소 지정할 수 있는 메모리 컨트롤러를 통합한 8065가 포함되었다.
이 마이크로컨트롤러 제품군은 16비트이지만, 일부 32비트 연산도 수행한다. 프로세서는 16, 20, 25, 50 MHz로 작동하며, 3개의 작은 제품군으로 나뉜다. HSI(고속 입력) / HSO(고속 출력) 제품군은 16 및 20 MHz로 작동하고, EPA(이벤트 프로세서 배열) 제품군은 모든 주파수에서 작동한다.
MCS-96 제품군의 주요 특징은 대용량 온칩 메모리, 레지스터-레지스터 아키텍처, 세 가지 피연산자 명령, 8비트 또는 16비트 버스 폭을 허용하는 버스 컨트롤러, 그리고 대규모 블록(256개 이상)의 하드웨어 레지스터에 대한 직접 플랫 어드레싱을 포함한다.

## 809x/839x/879x 제품군
809x/839x/879x IC는 MCS-96 제품군의 구성원이다. MCS-96은 8x196 제품군으로 알려져 있지만, 8095가 이 제품군의 첫 번째 구성원이었다. 나중에 8096, 8097, 8395, 8396, 8397이 제품군에 추가되었다.
인텔 809x/839x/879x IC는 12 MHz, 16-비트 마이크로컨트롤러이다. 이 마이크로칩은 5 V, 3 마이크로미터, HMOS 공정을 기반으로 한다. 이 마이크로컨트롤러는 온칩 ALU, 4채널 10비트 ADC, 8비트 펄스 폭 변조, 워치독 타이머, 4개의 16비트 소프트웨어 타이머, 하드웨어 곱셈, 나눗셈, 그리고 8 KB의 온칩 ROM을 가지고 있다. 8095는 ROM이 없으며, 5개의 8비트 고속 I/O, 완전 이중 직렬 포트 및 ADC 입력과 PWM 출력을 가지고 있다.
8095는 48핀 세라믹 DIP 패키지와 다음 부품 번호 변형으로 제공된다. C8095-90

## 8x196/8xC196 제품군
MCS-96 제품군은 일반적으로 80C196 IC로 알려져 있지만, 이 제품군에는 먼저 출시된 809x/839x/879x 마이크로컨트롤러도 포함된다. 이 하위 제품군의 구성원으로는 80C196, 83C196, 87C196, 88C196이 있다.

## 다른 공급업체
2021년 기준으로 MCS-96 아키텍처를 사용하는 마이크로컨트롤러는 러시아 보로네시의 NIIET에서 1874 시리즈 집적 회로로 여전히 제조되고 있다. 여기에는 명칭 1874VE7T(러시아어: 1874ВЕ7Т) 하의 방사능 경화 장치가 스페이스와이어 인터페이스와 함께 포함된다. Cobham(이전 에어로플렉스)은 약 2020년까지 또 다른 방사능 경화 MCS-96 마이크로컨트롤러를 제조했다.

## 같이 보기
- 인텔 PL/M-96